# Club Hoquei Mataró
El Club Hoquei Mataró és una entitat esportiva de Mataró, al Maresme, fundada el 1951 i dedicada a la pràctica de l'hoquei patins.
El Club Hoquei Mataró (fins a l'any 1992 DC Mataró) té més de cinquanta anys d'història. El primer partit oficial es va jugar el 15 d'octubre de 1951 i, dos anys més tard, es van constituir els primers equips de base. L'entitat té a les seves vitrines una Lliga i una Copa d'Espanya, i ha militat a la Divisió d'Honor en cinc períodes diferents durant els últims 40 anys.
A nivell de base, l'entitat compta amb un gran planter que cobreix totes les edats i inclou diversos equips femenins que ja han donat grans fruits en forma de jugadores internacionals. El CH Mataró juga els seus partits al Poliesportiu Municipal Jaume Parera, i compta amb el suport de diferents empreses col·laboradores, a més de l'Ajuntament de Mataró. En la temporada 2008-09, l'equip masculí baixà de categoria quedant l'antepenúltim de la fase regular de l'OK Lliga. Malgrat tot, aconseguí el títol de la Copa de la CERS, guanyant a la final al CH Lloret amb un gol d'or de Ferran Formatjé.

## Història

### Anys 50
A mitjan agost de l'any 1951 a Mataró, un grup de joves entusiastes del món de l'esport va començar a reunir-se per fer gestions amb vista a constituir la primera entitat d'hoquei patins de la ciutat. Manuel Ramos, va portar l'hoquei patins després d'haver presenciat diversos partits d'aquest mateix esport a Barcelona. Havent mantingut diverses reunions amb l'Ajuntament amb l'objectiu de construir una pista per practicar l'hoquei dins el complex del Velòdrom, havent sol·licitat l'ingrés a la Federació Catalana de Patinatge i havent establert converses amb diversos directius del Deporte Ciclista Mataró, a principis de setembre la junta directiva de la secció ja estava constituÏda.
Un mes més tard de la constitució de la junta directiva, l'equip ja estava inscrit a la lliga de Segona Catalana B. Ja que es tractava d'un esport desconegut, els impulsors van creure convenient fer primerament un partit d'exhibició, el divendres 12 d'octubre a les 12 del migdia. Tres dies més tard, el diumenge 15 d'octubre, el Deporte Ciclista Mataró va disputar el primer partit oficial davant el Club Patín Villanueva (CP Vilanova) que va resultar 0-6. No seria la única golejada durant la temporada, d'on destaca el 14-0 a la pista de l'Igualada.
Altres fets destacables són la formació del primer equip de base del DC Mataró, el juvenil, la temporada 1953-1954. Els anys següents servirien perquè l'esport evolucionés des de les categories inferiors. També, la dècada dels 50 es tancaria amb un ascens a la Segona Divisió, després d'aconseguir finalitzar la campanya del 1959-1960 invictes al Campionat de Catalunya.

### Anys 60
A principis de dècada, la temporada 62-63, el DC Mataró va acabar novè a Segona Divisió, mentre que el juvenil va ser subcampió de Catalunya. La segona meitat dels seixanta va veure un creixement de l'afició per l'hoquei i els èxits més importants del DC Mataró, com ara la Copa d'Espanya del 1967, llavors anomenada Copa del Generalísimo, després de guanyar 2 a 1 al Vilanova en un Velòdrom ple de gom a gom.

### Anys 70
La decadència dels 70 va estar marcada per una clara aposta per la gent de casa. Aquesta política de club va fer que el DC Mataró iniciés aquesta època a la màxima categoria i patís successius descensos fins a instal·lar-se durant un parell de temporades a Segona Divisió. Aquest descens va servir perquè tota una generació de joves jugadors mataronins adquirissin l'experiència suficient com per tornar a afermar el primer equip a la Primera Nacional.

### Anys 80
Els vuitanta signifiquen per al DC Mataró anys d'una certa decadència. La pista del Velòdrom està cada cop més malmesa, el públic no se sent atret per l'hoquei patins i la secció té serioses dificultats per atreure l'atenció dels joves per formar una bona base. Aquest panorama crea una situació d'incertesa que també es veu reflectida als resultats i trajectòria del primer equip.
Tanmateix, l'afany per desenvolupar una bona estructura de base fructifica any rere any. La temporada 1983-1984 es crea l'equip aleví. Un any després ja hi ha tres equips de base consolidats i una escola d'hoquei patins funcionant a ple rendiment. La següent temporada, el DC Mataró ja té una escola de 18 membres i equips de categoria benjamina, alevina, infantil i juvenil. El volum de jugadors vinculats a l'entitat es triplica en poc menys de tres anys.

### Anys 90
La dècada dels noranta va servir per recuperar l'esplendor de la segona part dels seixanta. En només deu anys, el primer equip va passar de Primera Catalana a Divisió d'Honor. A més a més, va estrenar instal·lació esportiva, que és la actual; va portar els equips de base a fites mai assolides, com ara un campionat d'Espanya, i va crear un equip femení. I tot això, després de canviar de denominació i passar a anomenar-se, oficialment, Club Hoquei Mataró.

## Presidència
- Manuel Ramos Martínez (1951-1966)
- Vicenç Lleonart Calafell (1966-1974)
- Jaume Parera Leon (1974-2000)
- Josep Maria Spà (2000-2013)
- Josep Fontdeglòria (2014-2018)
- Ignasi Prat (2018 - 2024)
- Juan Pedro Gallardo(2024-actualitat)

## Jugadors destacats
- Josep Barguñó i Junyent[3]
- Jaume Capdevila i Naudeillo[3]
- Pere Gallén i Balaguer[3]
- Carlos Largo de Celis[3]
- Josep Lorente i Miralles[3]
- Manel Mascó i Garcia[3]
- Josep Maria Salarich i Reynés[3]
- Joan Vila i Berga[3]

## Palmarès

### Equip Sènior masculí
- 1 Copa de la CERS (2008/09)
- 1 Copa del Príncep (2013)[4]
- 1 Lliga Nacional (1968)[5]
- 1 Copa del Rei / Copa espanyola (1967)
- 1 Campionat de Catalunya d'hoquei patins (1968)

### Equip Sènior femení
- 1 Copa Generalitat (2023)
- 1 Copa de la Princesa (2023)[6]

### Base
- Campionat d'Espanya sub16 femení (2013, 2014, 2016, 2017, 2018 i 2019)[7][8][9][10]
- Campionat Europeu sub17 femení (2015, 2016 i 2019)[11][12]
- Campionat d'Espanya aleví (1996)